# إدغار دويناس
إدغار دويناس (بالإسبانية: Edgar Dueñas)‏ هو لاعب كرة قدم مكسيكي في مركز الدفاع، ولد في 5 مارس 1983 في غوادالاخارا في المكسيك. شارك مع منتخب المكسيك لكرة القدم. أما مع النوادي، فقد لعب مع نادي بويبلا ونادي تشياباس ونادي ديبورتيفو تولوكا.

## وصلات خارجية
- إدغار دويناس على موقع قاعدة بيانات كرة القدم.إي يو (الإنجليزية)
- إدغار دويناس على موقع ناشيونال فوتبول تيمز (الإنجليزية)
- إدغار دويناس على موقع Soccerway.com (الإنجليزية)
- إدغار دويناس على موقع AS.com (الإسبانية)